# Yūta Imazeki
Yūta Imazeki (今関 雄太, Imazeki Yūta, né le 6 novembre 1987 dans la préfecture de Chiba) est un athlète japonais, spécialiste du 400 mètres haies.

## Biographie
Yūta Imazeki remporte la médaille d'argent sur 400 m haies aux Championnats d'Asie 2011 en 50 s 22. Il est devancé par son compatriote Takatoshi Abe en 49 s 64.
Il participe également aux Championnats du monde 2011 sur 400 m haies, mais il est éliminé dès les séries (50 s 92).
Son meilleur temps est de 49 s 27, obtenu à Osaka le 26 juin 2011. 

### Palmarès
| Date | Compétition             | Lieu      | Résultat | Épreuve     | Performance   |
| ---- | ----------------------- | --------- | -------- | ----------- | ------------- |
| 2009 | Jeux de l'Asie de l'Est | Hong Kong | 3e       | 400 m haies | 51 s 20       |
| 2009 | Jeux de l'Asie de l'Est | Hong Kong | 1er      | 4 x 400 m   | 3 min 07 s 08 |
| 2011 | Championnats d'Asie     | Kōbe      | 2e       | 400 m haies | 50 s 22       |

### Records
| Épreuve          | Performance | Lieu  | Date         |
| ---------------- | ----------- | ----- | ------------ |
| 400 mètres haies | 49 s 27     | Osaka | 26 juin 2011 |